# Rio Dañador
O rio Dañador é um pequeno rio do sul da Espanha, um afluente do rio Guadalén, que por sua vez é afluente do rio Guadalimar, um dos principais afluentes do rio Guadalquivir. Nasce no município de Villamanrique (província de Cidade Real), na zona de Fuente de Zahora, a sul do Campo de Montiel e no sopé norte da Serra Morena. Abrange uma distância de cerca de 53 quilômetros na direção nordeste-sudoeste, entrando na Andaluzia pelo município de Aldeahermosa e atravessando os municípios de Santisteban del Puerto e Navas de San Juan até desaguar no Guadalém.